# Parafigularia magellanica
Parafigularia magellanica är en mossdjursart som först beskrevs av Calvet 1904.  Parafigularia magellanica ingår i släktet Parafigularia och familjen Cribrilinidae. Inga underarter finns listade i Catalogue of Life.